# 鳩山カントリークラブ
鳩山カントリークラブ（はとやまカントリークラブ）は、埼玉県比企郡鳩山町の岩殿丘陵に広がるゴルフ場である。

## 概要
1986年（昭和61年）10月1日、経営母体である「大京」によって開場されたが、その後、「鳩山カントリークラブ」が施設保有会社となり株主会員制で運営を行っている。ゴルフコースは、「池の魔術師」として名高い小林光昭が設計、池やバンカーを巧みに配置したコースが多く戦略性が高い、コースは広々としておりティーグラウンドからピンフラッグが望める。
小林光明は、1929年（昭和4年）、愛知県知多郡生まれ、井上誠一、三好徳行、叔父の小林英年の影響を受けた。レイクウッドゴルフクラブの設計時、テオドール・G・ロビンソンの影響を受け、水のハザードを積極的に配置することから、「水の小林」と呼ばれるようになる。 三好徳行は、1911年(明治4年) 福岡県北九州市生まれ、九州帝大生時にゴルフを始め、日本アマチュア選手権を3連覇、ブリヂストンに勤務した。その後、コース設計やテレビ解説と活躍した。ガードバンカーとグリーンの組み合わせを得意とし、グリーン周りの設計を得意とした。

## 所在地
〒350-0302 埼玉県比企郡鳩山町大橋1186-2

## コース情報
- 開場日 - 1986年10月1日
- 設計者 - 小林光昭・三好徳行
- 監修 - 小林光昭・石井富士夫
- コースタイプ - 丘陵コース
- 面積 - 1,082,500m2（約32.7万坪）
- コース - 7,155ヤード、18ホールズ、パー72、コースレート73.5
- グリーン - グリーン2、ベント（ペンクロス）、バミューダ
- フェアウェイ - コーライ
- ラフ - ノシバ
- ハザード - バンカーの108、池が絡むホール7
- 練習場 - 18打席 250ヤード
- 休場日 - 毎週月曜日（祝日・振替休日は翌日）、12月31日、1月1日[5][6]

## クラブ情報
- ハウス面積 - 3,270m2（989.1坪）
- ハウス設計 - 株式会社 久米設計
- ハウス施工 - 株式会社 間組・鹿島建設 株式会社

## ギャラリー
「鳩山カントリークラブ」、コース案内、フォトギャラリー

## 交通アクセス
- 鉄道 - 東武東上本線 - 高坂駅西口よりクラブバス 約15分
- 道路 - 関越自動車道 - 東松山インターチェンジより約8km、鶴ヶ島インターチェンジより 約9km、約20分、坂戸西スマートインターチェンジより 約10分[8]

## 競技開催実績
- 1989年 - マルマンオープン開催
- 1990年 - マルマンオープン開催
- 1990年 - ハザマクラシックオープン開催
- 1991年 - マルマンオープン開催
- 1991年 - ハザマクラシックオープン開催
- 1991年10月 - 第1回 日本シニアオープンゴルフ選手権競技開催
- 1992年 - マルマンオープン開催
- 1993年 - マルマンオープン開催
- 1994年 - ダイワインターナショナル開催
- 2018年 - ISPSハンダマッチプレー選手権 開催
- 2019年11月 - ISPS HANDA CUP フィランスロピーシニアトーナメント開催[1]

## 関連文献
- 『近代建築 42(1)』、「鳩山カントリークラブ」、東京 近代建築社、P82-83、1988年1月、国立国会図書館蔵書、2020年6月20日閲覧
- 『ゴルフ場ガイド 東版』、「鳩山カントリークラブ（埼玉県）」、東京 ゴルフダイジェスト社、2006年5月、国立国会図書館蔵書、2020年6月20日閲覧
- 『PLUS WEB』、「ゴルフホットライン ゴルフ場の設計家 - 小林光明」、2020年6月20日閲覧